# Coppa Latina 2002 (hockey su pista)
La Coppa Latina 2002 è stata la 20ª edizione dell'omonima competizione europea di hockey su pista riservata alle squadre nazionali. Il torneo ha avuto luogo dal 29 al 31 marzo 2002.
La vittoria finale è andata alla nazionale del Portogallo che si è aggiudicata il torneo per la decima volta nella sua storia.

## Formula
La Coppa Latina 2002 vede la partecipazione delle nazionali della Francia, dell'Italia, del Portogallo e della Spagna. La manifestazione fu organizzata con un girone all'italiana, con gare di sola andata di 3 giornate: erano assegnati tre punti per l'incontro vinto, un punto a testa per l'incontro pareggiato e zero la sconfitta. Al termine del torneo la squadra prima classificata venne proclamata vincitrice della coppa.

## Risultati
| Squadra    | Pt | G | V | N | P | GF | GS | DG  |
| ---------- | -- | - | - | - | - | -- | -- | --- |
| Portogallo | 9  | 3 | 3 | 0 | 0 | 9  | 0  | +9  |
| Spagna     | 6  | 3 | 2 | 0 | 1 | 12 | 2  | +10 |
| Italia     | 3  | 3 | 1 | 0 | 2 | 4  | 16 | -8  |
| Francia    | 0  | 3 | 0 | 0 | 3 | 2  | 9  | -7  |

| Sintra 29 marzo 2002 | Italia | 0 – 7 | Portogallo |  |

| Sintra 29 marzo 2002 | Francia | 0 – 5 | Spagna |  |

| Sintra 30 marzo 2002 | Italia | 1 – 7 | Spagna |  |

| Sintra 30 marzo 2002 | Francia | 0 – 1 | Portogallo |  |

| Sintra 31 marzo 2002 | Francia | 2 – 3 | Italia |  |

| Sintra 31 marzo 2002 | Spagna | 0 – 1 | Portogallo |  |